# 正念療法
正念的概念最早源自於佛法；然而，當代的正念大多已去宗教化、去儀式化，只留存其中的心智鍛鍊方法，並廣泛應用於各領域中。簡單來說，當代的正念，指的就是活在當下，讓人更專注在生活的每一刻，並隨時觀照和重整內心狀態的一種態度與做法。 目前臺灣常見對於Mindfulness的中譯之一也是正念。

## 佛法中的正念
依八正道(即八聖道分)之正念條目所示 (參見四念住和內觀)，正念，又作諦意，正念就是指四念住，即隨念於身、受、心、法四種所緣。指經由以上的階段修學佛法，由聞熏正見離開妄想起始，進而思惟修行正法，除去不如實不如理的妄想分別，精進正行努力不懈，憶持正法，明記佛法，念念不忘進修佛教真理。四念住意即在今生證悟阿羅漢果，或尚有餘則證不還位，能證悟阿那含果。
八正道包括：正見 (正確的佛理知見)、正思維 (正確的思維)、正語 (純正淨善的語言，合乎佛法的言論、不妄語)、正業 (正當且合乎佛教的活動、行為、工作)、正命 (正當的謀生手段)、正精進 (正確的努力，止惡修善、去惡從善，自覺努力)、正念 (正向的念頭。身受心法四念住，需與正見和正精進共同合作)、正定 (堅定不疑的禪法諦定)。

## 當代的正念
引領當代西方主流社會正念潮流的第一人，就是「正念減壓法」創始人喬·卡巴金博士。
卡巴金本人對正念的操作型定義是「有意識且不帶評判的，保持當下留心的覺察」。在此定義下的正念是「平靜、不評價、時時刻刻持續的，針對身體感覺、感知、情意狀態、想法和想像的一種覺察」。
讓心回到身體裡，處在當下，有時會發現腦中有不少雜念與思緒紛飛。許多人以為學習正念是不允許頭腦跑出各種念頭，一定要處在一片空白的狀態。這是種迷思，因為大腦不可能空白，頂多讓你撐個幾十秒，念頭還是會湧現。越是用力對自己的念頭施壓，反而會因為過於緊繃導致反效果。
正念是覺察，因此並非不要有念頭或想法，而是要「覺察到」自己有什麼念頭與想法。
正念減壓屬不限於宗教性之活動，是一個為期八週、有實證基礎的課程計划，可提供非宗教性、密集的覺察訓練，以幫助有壓力者、焦慮者、憂鬱者和疼痛者。覺察減壓由喬·卡巴金於1970年代在麻塞諸塞州大學的醫學中心開發此課程，它結合了覺察冥想、身體意識、瑜伽來對行為、思維、感覺和行動方式進行探索。覺察可以理解為對當前經驗的非判斷性接受和當下經驗，包括身體覺知、內在心智狀態、思想、情緒、衝動和記憶，目的是減少壓抑或分心，並增加幸福感。覺察冥想是一種培養注意力、發展情緒調控、和減少沉思和憂慮的方法。過去的幾十年中，覺察冥想一直是可控的臨床研究主題，有增進心智健康、和促進身體健康的潛在效果。雖然MBSR源自於精神式的引導，但該課程與宗教是無關的。覺察減壓課程在卡巴金1990年的著作 Full Catastrophe Living 中有詳細描述。
1979年喬·卡巴金提出此心理治療方法，將來自佛教禪修的覺察帶入西方身心醫學及心理學領域，此療法被歸類在第三波認知行為療法。喬·卡巴金對於Mindfulness的操作型定義是在有注意的、有目的的、當下的、無評斷的狀態而產生的覺知、是一種專注於當下，全然開放的自我覺察，不需要帶有自我批判的心態，改以好奇心和接納，迎接內心和腦海的每個念頭，也就是強調正視當下、覺知和無評斷。
經由長時間的反應和文獻報告，覺察減壓對於精神官能症、焦慮症、思覺失調症、恐慌症、憂鬱症、強迫症、重大創傷後症候群和慢性疼痛，都有相當程度的改善作用。
由於Mindfulness原文本意為中性且無評斷的覺知，與佛教八正道的正念(positive thought, right mindfulness or correct mindfulness) 帶有正確、正當之涵義完全不同，而且覺察減壓在發展初期已脫離佛教的正念思維。目前臺灣相關應用之研究、學術論文、出版書籍、工作坊、研討會、基金會等，常常會先解釋「正念」中的主要內容便是覺察，但卻又不直接使用覺察二字，因此普遍呈現混淆使用覺察與正念的情形，這是名不正言不順之事，據此，覺察減壓之中譯即是「覺察減壓」，而非正念減壓。許多採用正念減壓手段的實驗介入之研究，其結論常出現正念減壓之效果並不顯著，很重要的原因即是研究者在研究之初都用了漢字的正念之意，而不瞭解的原意其實僅是覺察。換言之，正念無法減壓，覺察才有機會降低壓力。

### 正念疗法用于辅助治疗各种心理疾病
西方心理学界已经出版了许多将正念疗法用于治疗各种心理疾病的有关书籍，例如：
- Mark Williams, John Teasdale, Zindel Segal & Jon Kabat-Zinn 在 The Mindful Way through Depression: Freeing Yourself from Chronic Unhappiness (Guilford, 2007) 一书中介绍了正念用于应对抑郁的方法；
- William R. Marchand, MD 在 Mindfulness for Bipolar Disorder: How Mindfulness and Neuroscience Can Help You Manage Your Bipolar Symptoms (New Harbinger, 2015) 一书中介绍了正念用于管理双相情感障碍的各类症状的方法。

## 執行方法
- 盲眼食物靜觀：在團體治療當中，學習覺察的學員暫時閉上眼睛，由主導覺察的醫事人員，發給一個可以食用的食物（最典型的是給予葡萄乾），覺察學習的成員，透過手指的觸感、鼻子的嗅覺、耳朵的聽覺，試著感受這個食物的特性特色，最後放入口中時，由舌頭和味覺的體察下，感受到放入口中的食物是什麼。用這個方式來初步體會覺察的基本觀念。

- 身體掃描：學習的成員可以躺下或是坐著，讓身體在最為放鬆自在的環境裡，先從注意呼吸開始安靜身心，將注意力集中在鼻尖，留意吸入時身體呼吸變化，接著主導覺察的醫事人員，由口語引導學員從頭皮、臉部五官、肩頸、軀幹、四肢等，把注意力感受放在身體各個部位，最後留意全身的體會。在這過程當中有可能會分心、產生雜念，都沒有關係，學習者也不需要批判自己的分心，只要將念頭再拉回來即可。

- 步行冥想：平常的走路方式，內心並不會有任何的體察行為，覺察療法則希望學習者，在走路的過程當中導入覺察引導，注意身體動作的動態改變，或者是留心周遭聽到或感覺到的事物變化。

- 觀息冥想：對自己呼吸的感覺當個純粹的觀察者，留意自己使用那些身體部份呼吸。當分心時把專注力帶回呼吸[21]。

- 覺察聆聽：保持覺察呼吸的方式下，將注意力集中在聽覺當中，聆聽背景聲音的發展，同時留心觀察自己內心的狀態。